# Nardoichthys francisci
Nardoichthys francisci è un pesce osseo estinto, appartenente ai perciformi. Visse nel Cretaceo superiore (Campaniano - Maastrichtiano, circa 72 milioni di anni fa) e i suoi resti fossili sono stati ritrovati in Italia.

## Descrizione
Questo pesce era di piccole dimensioni, e non doveva superare i 3 centimetri di lunghezza. Era dotato di un corpo compatto e di una testa larga e alta. Nardoichthys era caratterizzato dalla presenza di 25 vertebre, un’unica pinna dorsale composta da sette spine e dodici raggi, una pinna anale composta solo da dieci raggi, una pinna pelvica posta sotto la zona pettorale composta da circa cinque raggi; le scaglie che ricoprivano il corpo erano sottili, grandi e cicloidi.

## Classificazione
Nardoichthys è un rappresentante dei perciformi, il più grande gruppo di pesci teleostei attualmente viventi. In particolare, Nardoichthys è stato ascritto a una famiglia a sé stante (Nardoichthyidae), e rappresenta uno dei più antichi perciformi noti, assieme all'affine Zorzinperca e a Johnsonperca; tutti questi pesci provengono dal giacimento di Nardò, in provincia di Lecce. Nardoichthys francisci venne descritto per la prima volta da Sorbini e Bannikov nel 1991, e rappresenta uno dei primi pesci descritti scientificamente provenienti dal giacimento. Un possibile parente di questo animale è l'enigmatico Asineops, dell'Eocene del Nordamerica.